# Ferhat-Kanal
Der urartäische Ferhat-Kanal in der Türkei bringt Wasser aus dem durch Schmelzwasser gespeisten Balık Gölü in 2250 m Höhe in den östlichen Teil der Ebene von Doğubeyazıt. Er ist in den anstehenden Andesit eingeschnitten, 2–2,5 m breit und 1–1,5 m tief. Das Gefälle beträgt 10 %. Wo kein Fels ansteht, ist der Kanal mit Wänden aus Steingrus und Lehmmörtel eingefasst. Er hat einen Durchfluss von 3 bis 5 m³/s und führt vor allem im Frühjahr Wasser.
Der Kanal wurde 1996 durch Oktay Belli entdeckt.